# Hillsboro (Ohio)
Hillsboro – miasto w Stanach Zjednoczonych, w południowej części stanu Ohio. Liczba mieszkańców w 2000 roku wynosiła 6402.
Miasto leży w strefie klimatu wilgotnego subtropikalnego, z gorącym latem, należącego według klasyfikacji Köppena do strefy Cfa. Średnia temperatura roczna wynosi 11,4 °C, a opady 1087,1 mm (w tym do 53 cm opadów śniegu)